# Trường Trung học phổ thông Nguyễn Đình Chiểu, Mỹ Tho
Trường Trung học phổ thông Nguyễn Đình Chiểu, tiền thân là Collège de Mytho là một trường trung học phổ thông tại phường Mỹ Tho, Đồng Tháp. Thành lập năm 1879, đây là ngôi trường trung học phổ thông lâu đời thứ hai của Việt Nam, chỉ sau trường trung học phổ thông Lê Quý Đôn (1874) tại thành phố Hồ Chí Minh.
Ngày 17/03/1879, trường được chính thức thành lập, với tên là Collège de Mytho, năm 1942 đổi tên là Collège Le Myre de Vilers. Từ năm 1953, trường mang tên nhà thơ Nguyễn Đình Chiểu đến nay.

## Lịch sử

### Quá trình thành lập và phát triển
Ngày 17 tháng 3 năm 1879, Thống đốc Nam Kỳ là Lafont ra Nghị định thành lập Sở Học Chính Nam Kỳ (Service de I’Instruction Publique) và tổ chức hệ thống giáo dục Pháp – Việt. Theo nghị định này, mỗi tỉnh ở Nam Kỳ đều có một trường Tiểu học (gọi là trường Tỉnh, dạy đến lớp Nhất – tức lớp 5 bây giờ). Ở Mỹ Tho, trường Tiểu học một trường Tiểu học (École Primaire) gọi là trường tỉnh (École de province), dạy tới lớp Nhứt (cours supérieur, tức lớp 5 bây giờ), trường xây bằng lá, cất ở gần khu Nhà Việc làng Điều Hòa, nay là khu Trung tâm Thương mại Mỹ Tho, bên kia đường Lê Lợi. Năm sau trường tiểu học Mỹ Tho dời đến nơi hiện nay mà trước kia là nhà của vị quan triều Tự Đức tên là Ngô Phước Hội, gần tòa bố chính.
Ngày 14/6/1880, Thống đốc Nam Kỳ Le Myre De Vilers ban hành nghị định bổ sung Điều 6, chương I của Nghị định ngày 17/3/1879, cho phép thành lập trường Trung học “Collège de Mytho” tại Mỹ Tho;  Theo Nghị định bổ sung này, trường tiểu học Mỹ Tho được nâng cấp, mở rộng thành “Collège de Mytho”, khuôn viên trường rộng 25.000 mét vuông, bao quanh bởi các đường:
- Hướng Đông là cổng chánh quay ra đường số 9, sau đổi tên là Rue D'Aries, đến 7 tháng 4 năm 1954, Thủ hiến Nam phần của Quốc gia Việt Nam đổi tên là đường Lê Lợi tới nay.
- Hướng Tây quay ra đường Filippini, nay là đường Hùng Vương, đường chính và lớn nhất Mỹ Tho hiện nay.
- Hướng Bắc quay ra là đường số 3, sau đổi tên là Colombert, rồi Maréchal Pétain, Albert Buissiere, đến ngày 7 tháng 4 năm 1954 Thủ hiến Nam Phần đổi tên là đường Ngô Quyền tới nay.
- Hướng Nam quay ra đường số 20, rồi sau đổi tên Rue de Landes, ngày 7 tháng 4 năm 1954 đổi tên là đại lộ Lê Đại Hành tới nay.[3]

Lúc mới thành lập, trường được xây dựng khá sơ sài: cách cổng trường một khoảng sân khá rộng là dãy nhà trệt gồm 8 phòng dùng làm văn phòng và một phòng thí nghiệm. Sau dãy nhà trệt là một khoảng sân rộng nữa, tiếp đó là dãy Lầu Sắt một tầng nằm song song với dãy văn phòng, tầng trệt dùng làm phòng học và tầng lầu làm phòng ngủ cho học sinh. Từ sau 1954, tầng lầu không còn được sử dụng vì cũ kỹ, kém an toàn. Dơi bắt đầu đến trú ngụ ở đây rất nhiều nên dãy lầu này còn được gọi là Lầu Dơi. Nối liền dãy lầu Dơi với dãy văn phòng là 2 ngôi nhà riêng lẻ ở hai bên và một dãy hành lang có mái che. Hành lang là nơi tụ tập giải trí của học sinh nội trú. Ngôi nhà bên trái ban đầu là phòng học, sau là nhà xe, phòng giáo sư, nay là thư viện. Ngôi nhà bên phải là nhà kho, nhà tắm cho học sinh nội trú. 
Collège de Mytho hoạt động được 10 năm, đến ngày 11 tháng 12 năm 1889, vì thiếu ngân sách nên Thống đốc Nam Kỳ ra lệnh đóng cửa hệ trung học, còn hệ tiểu học vẫn tiếp tục, vì thế một số học trò trung học phải lên Sài Gòn học ở trường Collège D'Adran. Đến năm 1894, Collège D'Adran ngưng hoạt động nên Thống Đốc Nam Kỳ phải mở lại trường Collège de Mytho để thu nhận học trò trung học Nam Kỳ Lục tỉnh và quyết định dùng ngân sách của trường Collège D’Adran để mở lại Collège de Mytho.
Đến năm 1917, trường mở một chi nhánh ở Cần Thơ với tên gọi Collège Cantho (sau là trường Trung học Phan Thanh Giản tại Cần Thơ). Đến năm 1924, trường đã tổ chức được đủ các lớp bậc trung học cấp 2 (lúc đó còn gọi là Cao đẳng tiểu học) và được tổ chức thi để cấp bằng "Thành chung" (Diplôme d Études Complémentaires hay Diplôme d'Études Primaire Superieur Indochinois, tương đương bằng tốt nghiệp cấp 3 hay Trung học phổ thông bây giờ, lúc đó đã là bằng cấp cao trong xã hội) cho học sinh. Sau khi đỗ bằng Thành chung, học sinh có thể đi làm, du học nước ngoài hay là vào Sài Gòn học tiếp tại các trường Lycée, như Lycée Petrus Ký. Để được vào học ở Collège Mỹ Tho, người học phải tham dự một kỳ thi tuyển rất gắt gao. Học sinh Collège Mỹ Tho được cấp học bổng trong suốt quá trình học tập và bắt buộc phải ở nội trú.
Năm 1918, Collège de Mytho xây thêm khu thể dục - thể thao gồm 01 sân tenis, 01 sân bóng đá mini, hố nhảy xa, đường chạy, … và hai dãy nhà lầu song song  theo kiểu kiến trúc La Mã, nằm thẳng góc với dãy lầu Dơi cặp theo đường Albert Buissiere (nay là đường Ngô Quyền) và đường Rue de Landes (nay là đường Lê Đại Hành); mỗi dãy được nối với dãy lầu Dơi bằng một nhà nối rộng 2 mét, cột bằng bê tông, trên lợp ngói. Tầng trệt của hai dãy lầu này ban đầu là phòng học, tầng trên là chỗ nội trú cho học sinh. Về sau, tầng trệt của dãy lầu Bắc được dùng làm văn phòng. Tầng trệt của dãy lầu Nam dùng làm phòng ăn, phòng xem hát, tầng lầu dùng làm Hội trường. Ngoài ra, trường còn có 01 biệt thự làm nhà công vụ, 01 biệt thự dành cho gia đình của Hiệu trưởng phía đường Rue D'Aries (nay là đường Lê Lợi) và khu bệnh xá để chăm sóc sức khỏe cho học sinh và một khu vườn (nằm ở bên kia đối diện với trường qua đường Lê Đại Hành ngày nay), học sinh trường thường qua để dạo chơi.
Địa Phương chí tỉnh Mỹ Tho năm 1937 viết: "Ngày nay trường trung học là một trong những cơ sở mát mẻ, xanh um, rộng rãi nhất của thuộc địa. Có những bồn hoa đẹp mắt đầy sân, những hàng cây râm bóng che mát trường, khắp chỗ, chống ánh nắng gay gắt của mặt trời. Đó là một trong những rất ít cơ sở học đường thoát khỏi đặc tính cổ truyền của nơi này. Thế thì có phải đấy là một trong những lý do về sự thành công mà trường đạt đối với gia đình bản xứ, kể cả gia đình người Pháp đều thích con em mình được sống và học tập trong một khung cảnh vui vẻ, xinh đẹp".
Năm 1941 đến 1942, Nhật chiếm Mỹ Tho lấy Collège de Mytho làm nơi đóng quân, một số lớp dời đến học tại đình Điều Hòa cho tới năm 1942.
Ngày 2 tháng 12 năm 1942, trường đổi tên là Collège Le Myre de Vilers. Năm 1953, Tổng trưởng giáo dục Việt Nam Cộng hòa là Nguyễn Thành Giung ký Nghị định 179-NĐ ngày 22 tháng 3 năm 1953 đổi tên trường thành trường trung học Nguyễn Đình Chiểu tới nay.
Từ ngày 26/08/1957 trường Nữ trung học Lê Ngọc Hân được xây dựng. Từ đó đến năm 1975, trường Nguyễn Đình Chiểu chỉ dành cho nam sinh.
Năm 1957 - 1958, trường xây thêm 10 phòng học nối liền với dãy lầu Nam; cũng trong khoảng thời gian này cổng trường được dời quay mặt ra đường Filippini (nay là đường Hùng Vương) và diện tích được mở rộng lên đến gần 41.000 m². Năm 1959, một phần dãy trệt xây năm 1879 được chuyển đổi thành phòng thí nghiệm và vườn sinh vật được thiết lập với những bộ sưu tập động thực vật vô cùng phong phú, đa dạng.
Năm 1969, 12 phòng học được xây thêm nối liền với dãy lầu Bắc. Năm 1970 - 1974, trường xây dựng thêm dãy lầu ngang song song đường Hùng Vương, gồm 22 phòng học (năm 1971, xây 10 phòng, năm 1972 thêm 4 phòng, năm 1974, thêm 8 phòng) tạo thành một khuôn viên rộng hình chữ nhật, tiếp giáp với bốn con đường. Khu văn phòng của nhà trường dời về đây.
Năm 1974, bức tượng bán thân bằng xi măng của nhà thơ Nguyễn Đình Chiểu được tôn trí tại khu vực cột cờ giữa sân trường; dãy lầu sắt được dỡ bỏ vì đã xuống cấp nghiêm trọng. Năm 1974 - 1976, hội trường và các phòng thực hành – thí nghiệm được xây trên nền của dãy Lầu sắt trước kia.
Tháng 10 năm 1975, trường tách hẳn Cấp II và mang tên trường Cấp III Nguyễn Đình Chiểu, có 73 lớp với 3.685 học sinh, giảng dạy theo chương trình mới. Từ năm học 1977-1978 đến năm học 1979-1980, bình quân mỗi năm tuyển khoảng 14-18 lớp, tổng số học sinh bình quân khoảng 2.500 học sinh. Từ năm học 1980-1981, sĩ số học sinh có chiều hướng tăng; năm học 1980-1981, tổng số học sinh 2.148; năm học 1985-1986, tổng số học sinh 4.023 phân ra 82 lớp; năm học 1986-1987, tổng số học sinh 4.565 phân ra 93 lớp; năm học 1987-1988 có 102 lớp.
Năm học 1988-1989, trường mở thêm hệ B (hệ bán công) học ở cơ sở 2 gọi là phân hiệu Nguyễn Công Trứ. Năm học 1989-1990, phân hiệu này tách ra và trở thành trường bán công Nguyễn Công Trứ; Năm 1993-1994, trường bán công Nguyễn Công Trứ sáp nhập với trường Cấp II Trần Hưng Đạo và trở thành trường bán công Trần Hưng Đạo.
Năm 1990-1991, sau khi trường Năng khiếu của Thành phố Mỹ Tho giải thể, các lớp Cấp II của trường Năng khiếu, từ lớp 6 đến lớp 9 được sáp nhập vào trường Trung học Nguyễn Đình Chiểu Mỹ Tho, từ đó trường trở thành trường Cấp II – III với tổng số trên 3.200 học sinh; năm học 1999-2000 có tổng số 3.906 học sinh. Từ năm học 2002-2003 trở về sau, trường ngưng tuyển sinh lớp 6 và từ đó sĩ số học sinh của trường liên tục giảm. Do yêu cầu trường đạt chuẩn quốc gia, từ năm học 2013-2014 về sau, trường giữ ổn định 45 lớp với tổng số gần 1.900 học sinh.
Năm 1985, trường dựng bia truyền thống “Cách mạng - Dạy giỏi - Học giỏi” tại gần cột cờ.
Năm 1988 đến 1989, cổng phía đường Lê Lợi được xây dựng lại.
Năm 2003, trường xây thêm ba phòng thí nghiệm thực hành Lý - Hoá - Sinh và một phòng dùng để giảng dạy bằng các phương tiện công nghệ thông tin. Bốn phòng này nối theo hội trường lớn làm tái lập lại trên nền đất của dãy Lầu sắt trước kia.
Năm 2008, pho tượng toàn thân bằng đá hoa cương của nhà thơ Nguyễn Đình Chiểu được đặt phía trước bia truyền thống; tượng bán thân của Cụ được đưa về Nhà Truyền thống của trường.
Từ tháng 5 năm 2012 đến tháng 5 năm 2017, trường xây mới kiến trúc 01 trệt, 03 lầu, với trang thiết bị hiện đại:
- Khu A - Khối hành chánh, 01 hội trường lớn có 350 chỗ ngồi, 01 thư viện.
- Khu B - Khối 40 phòng học và 04 phòng giáo viên.
- Khu C - Khối 05 phòng học, phòng bộ môn và 12 phòng thực hành - thí nghiệm.
- Khu E - Khối thể dục, thể thao: gồm nhà thể thao đa môn, 01 hồ bơi, 02 sân tennis, 01 sân bóng đá mini và khu thể thao ngoài trời

Để bảo tồn di tích của Collège de Mytho, Ban Giám hiệu nhà trường đã cho di dời và phục dựng lại 01 nhà Giáo sư và 02 phòng học được xây dựng từ những năm 1879 từ phía đường Lê Lợi về phía đường Hùng Vương; đồng thời giữ lại và cho trùng tu 01 Biệt thự dành cho công vụ và dãy lầu Bắc được xây dựng 1918. Bức tượng bán thân của Cụ Nguyễn Đình Chiểu được đặt lại ở giữa sân trường và tượng toàn thân của Cụ được dời về an vị tại khu E.

## Nhân sự

### Giáo viên
Lúc đầu, Ban lãnh đạo trường Collège de Mytho gồm có một Đốc học (Hiệu trưởng) người Pháp, một Tổng giám thị người Pháp và hai giáo viên bản xứ (01 ở phòng tài vụ, 01 ở ban thư ký). Từ khi thành lập đến năm 1942, Hiệu trưởng nhà trường đều là người Pháp.
Ban Giám thị gồm có 11 người (1 tổng giám thị và 10 giám thị).
Giáo viên nhà trường gồm có 02 giáo sư cử nhân người Pháp, 01 giáo sư tập sự của nền giáo dục phổ thông ngạch Đông Dương, 07 giáo sư cao đẳng Pháp – Việt. Đa phần là các giáo sư nam, người Pháp, từ năm 1920 mới có giáo sư người Việt.
Ngoài ra, nhà trường còn có nhân viên phục vụ hậu cần, thư viện, nhân viên phòng thí nghiệm, bảo vệ.
Hiện nay tính đến năm 2022, trường có đội ngũ giáo viên bao gồm 94 giáo viên giảng dạy với 100% cán bộ, giáo viên đạt chuẩn, trong đó có 25,3% cán bộ, giáo viên đạt trên chuẩn, 22 thạc sĩ, 1 tiến sĩ và 1 giáo viên đang bảo vệ luận án tiên sĩ. Năm 2018, trường được công nhận "Trường đạt chuẩn Quốc gia" và trường "Đạt chuẩn về kiểm định giáo dục".

### Cơ cấu tổ chức
Cơ cấu tổ chức Nhà trường bao gồm Ban giám hiệu với Hiệu trưởng và 3 Phó Hiệu trưởng, Công Đoàn, Đoàn Thanh niên và các Tổ chuyên môn
Hiệu trưởng
- Võ Hoài Nhân Trung (dạy Toán)

Phó Hiệu trưởng
- Huỳnh Ngọc Minh (dạy Toán)
- Bùi Thị Thanh Vân (dạy GDCD)
- Lê Huỳnh Phước Hiệp (dạy Hoá)

Đoàn Thanh niên
- Bí thư Phan Thị Tuyết Nhung (dạy Địa)
- Phó Bí thư Võ Ngọc Thái Bình (dạy Văn)
- Phó Bí thư Ngô Tùng Hiếu (dạy Toán)

Chủ tịch Công đoàn
- Bùi Mộng Mỹ Uyên (dạy Sinh)

Các tổ chuyên môn
1. Tổ Toán: Tổ trưởng Nguyễn Thị Cẩm Hằng
2. Tổ Lí - Công nghiệp: Tổ phó Duơng Trọng Nghĩa điều hành
3. Tổ Hóa học: Tổ trưởng Đỗ Thị Bích Ngọc
4. Tổ Ngữ văn: Tổ trưởng Nguyễn Thị Ngọc Vân
5. Tổ Sử - Địa - GDCD: Tổ trưởng Phạm Thụy Anh
6. Tổ Sinh - Nông nghiệp: Tổ trưởng Võ Đinh Thùy Trang
7. Tổ Ngoại ngữ: Tổ trưởng Trần Thủy Tiên
8. Tổ Tin học: Tổ trưởng Nguyễn Trí Hiếu
9. Tổ Thể dục - GDQP: Tổ trưởng Nguyễn Ngọc Long
10. Tổ Văn phòng: Tổ trưởng Huỳnh Thanh Thảo

## Chương trình giảng dạy
Chương trình học ở trường Collège de Mytho cơ bản áp dụng theo chương trình của chính phủ Pháp, có cải tiến và bổ sung một chút cho phù hợp với điều kiện ở thuộc địa và mục đích đào tạo của Pháp: tăng cường học tiếng Pháp, văn hóa Pháp, các môn khoa học kỹ thuật, hạn chế việc học chữ Hán và văn hóa Việt Nam.
Chương trình ở bậc tiểu học (3 năm): trường nhận học sinh từ 10 đến 14 tuổi, học sinh phải trải qua kỳ thi tuyển gắt gao gồm các môn: văn phạm tiếng Pháp, 4 phép tính cơ bản, tương quan hệ thống đo lường Pháp - Việt, chữ Hán, chữ Quốc ngữ (tập đọc và viết luận).
Chương trình bậc trung học (4 năm) nhận học sinh từ 12 đến 17 tuổi. Học sinh phải tham gia thi tuyển gồm các môn ở bậc Tiểu học. Chương trình học ở bậc trung học có các môn: Pháp văn, Số học và đại số học, hình học và tam giác lượng, địa lý, vật lý, hóa học và khoa học tự nhiên.
Tiếng Pháp là ngôn ngữ chính dùng trong nhà trường từ khi mới thành lập đến giữa thế kỷ XX. Nội dung các môn học được chia thành tiết. Ngoài các tiết học lý thuyết trên lớp, học sinh còn được hướng dẫn làm thí nghiệm, học thể dục…
Từ năm 1951-1952, trường bắt đầu chuyển ngữ qua chương trình Việt. Mỗi năm thêm 1 lớp chương trình Việt thì giảm 1 lớp chương trình Pháp. Tiếng Pháp trở thành là môn học Ngoại ngữ của học sinh.

## Quy mô
Ban đầu, khi mới thành lập, trường Collège de Mytho có 3 lớp tiểu học (lớp Ba, lớp Nhì,  lớp Nhất) và một lớp năm thứ nhất bậc trung học. Đầu thế kỷ XX, trường mở thêm lớp năm thứ 2. Học xong năm thứ 2 bậc trung học, học sinh có thể xin việc hoặc lên Sài Gòn học năm thứ 3, thứ 4 ở trường Chasseloup Laubat để thi lấy bằng Thành chung.
Năm 1917, Collège de Mytho mở thêm chi nhánh ở Cần Thơ với tên Collège de Cantho. Học sinh học hết bậc tiểu học ở Collège de Cantho sẽ được tham dự kỳ thi vào trường Collège de Mytho. Năm học 1922 - 1923, trường Collège de Mytho mở thêm lớp năm thứ 3 và năm sau, mở lớp năm thứ 4. Năm 1924 - 1926, Collège de Cantho mở đủ các lớp thuộc bậc trung học và tách ra khỏi Collège de Mytho.
Năm 1928, các lớp tiểu học tách ra khỏi Collège Mytho và dời về trường Nam tiểu học Mỹ Tho (nay là trường THCS Xuân Diệu). Trường Collège Mytho tăng dần các lớp trung học.
Từ ngày 26 tháng 8 năm 1957, Nữ sinh dời về học tại Trung học Lê Ngọc Hân, từ đó trường Nguyễn Đình Chiểu Mỹ Tho chỉ còn dành cho nam sinh, cho tới năm 1975.
Tháng 10 năm 1975, trường tách hẳn Cấp II và mang tên trường Cấp III Nguyễn Đình Chiểu, có 73 lớp với 3.685 học sinh, giảng dạy theo chương trình mới. Từ năm học 1977 - 1978 đến năm học 1979 - 1980, bình quân mỗi năm tuyển khoảng 14 - 18 lớp, tổng số học sinh bình quân khoảng 2.500 học sinh. Từ năm học 1980 - 1981, sĩ số học sinh có chiều hướng tăng; năm học 1980 - 1981, tổng số học sinh 2.148; năm học 1985 - 1986, tổng số học sinh 4.023 phân ra 82 lớp; năm học 1986 - 1987, tổng số học sinh 4.565 phân ra 93 lớp; năm học 1987 - 1988 có 102 lớp.
Năm học 1988 - 1989, trường mở thêm hệ B (hệ bán công) học ở cơ sở 2 gọi là phân hiệu Nguyễn Công Trứ. Năm học 1989 - 1990, phân hiệu này tách ra và trở thành Trường bán công Nguyễn Công Trứ; Năm 1993-1994, Trường bán công Nguyễn Công Trứ sáp nhập với trường Cấp II Trần Hưng Đạo và trở thành Trường bán công Trần Hưng Đạo.
Năm 1990 - 1991, sau khi trường Năng khiếu của Thành phố Mỹ Tho giải thể, các lớp Cấp II của trường Năng khiếu, từ lớp 6 đến lớp 9 được sáp nhập vào trường Trung học Nguyễn Đình Chiểu Mỹ Tho, từ đó trường trở thành trường Cấp II – III với tổng số trên 3.200 học sinh; năm học 1999 - 2000 có tổng số 3.906 học sinh. Từ năm học 2002 - 2003 trở về sau, trường ngưng tuyển sinh lớp 6 và từ đó sĩ số học sinh của trường liên tục giảm. Do yêu cầu trường đạt chuẩn quốc gia, từ năm học 2013 - 2014 về sau, trường giữ ổn định 45 lớp với tổng số gần 1.900 học sinh.
Năm 2020, trường bắt đầu tuyển sinh cơ sở 2 tại Trung Tâm phần mềm Mekong, ấp Tân Tỉnh, phường Mỹ Phong, tỉnh Đồng Tháp. 
Từ năm 2023, để thuận tiện cho việc ôn thi tuyển sinh các học sinh lóp 11 ở cơ sở 2 khi lên lớp 12 sẽ được học tại cơ sở 1. 
Từ năm 2025, thực hiện di dời cơ sở 2 từ Trung Tâm phần mềm Mekong sang trường THPT Trần Hưng Đạo cũ, số 199 đường Trần Hưng Đạo, phường Thới Sơn, tỉnh Đồng Tháp.

### Nội quy
Ban đầu, học sinh trường Collège de Mytho mỗi tuần học 5 ngày, nghỉ ngày thứ năm và chủ nhật. Lịch học tập và sinh hoạt mỗi ngày của học sinh như sau:
- 5 giờ sáng: thức dậy, tập thể dục, vệ sinh cá nhân.
- 6 giờ 30: ăn điểm tâm
- 7 giờ đến 10 giờ 30: học trên lớp.
- 10 giờ 30 đến 11 giờ: ăn trưa
- 11 giờ đến 13 giờ: nghỉ trưa
- 13 giờ đến 14 giờ: học sinh tự ôn bài
- 14 giờ đến 16 giờ: học trên lớp
- 16 giờ: sinh hoạt tự do
- 17 giờ 30: ăn cơm chiều
- 19 giờ đến 21 giờ: giờ bắt buộc tự học đối với học sinh nội trú
- 21 giờ: học sinh ngủ.

Đồng phục học sinh trường Collège de Mytho: veston, thắt cravate, hai bên mang phù hiệu có nhành olive với chữ CM (Collège de Mytho). Lúc học tại lớp, học sinh mặc áo bà ba trắng, mang guốc.
Sau năm 1975, đồng phục nam sinh là áo sơ mi trắng có logo và bảng tên trên ngực phía trái, quần tây màu xanh dương, áo bỏ vào quần, mang giày trắng. Đồng phục Nữ sinh là áo dài trắng có cổ, có logo và bảng tên trên ngực phía trái, quần trắng (hoặc đen), mang giày hoặc dép có quai hậu. Từ năm 2014, nam sinh thắt cravat trở lại như đồng phục của học sinh Collège de Mytho.

### Truyền thống cách mạng
Từ những năm đầu thế kỷ XX, phong trào Đông Du, phong trào Duy Tân có nhiều ảnh hưởng về tư tưởng đối với học sinh của trường. Học sinh tổ chức bãi khoá toàn trường đòi dân sinh dân chủ, tham gia phong trào đấu tranh đòi thả cụ Phan Bội Châu và làm lễ truy điệu cụ Phan Chu Trinh, tham gia phong trào hội kín Nguyễn An Ninh.
Giữa năm 1928, Chi bộ cơ sở của Việt Nam Thanh niên Cách Mạng Đồng Chí Hội được bí mật thành lập. Đến cuối năm 1930, Chi bộ Đảng Cộng sản được thành lập, Đồng chí Phạm Hùng, học sinh của trường là Bí thư chi bộ đầu tiên. Nhiều học sinh tham gia hoạt động cách mạng bị đuổi học.
Trong thời kỳ Mặt trận dân chủ Đông Dương, trong trường đã xuất hiện nhiều truyền đơn, khẩu hiệu đòi quyền dân sinh, dân chủ, chống chương trình giáo dục nhồi sọ của thực dân.
Trong những năm 1936 - 1953, nhiều giáo sư và học sinh của trường đã bí mật tham gia hoạt động trong Mặt trận Việt Minh, cho tổ chức Thanh Niên Tiền Phong, tham gia cướp chính quyền năm 1945, nhiều người thôi học để thoát ly kháng chiến hoặc thoát ly đi kháng chiến. Đó là những trí thức giàu lòng yêu nước như Ngô Tấn Nhơn, Tiến sĩ Phạm Văn Bạch, kiến trúc sư Huỳnh Tấn Phát, Giáo sư Nguyễn Văn Hưởng, Giáo sư bác sĩ Nguyễn Tấn Gi Trọng, Giáo sư - Viện sĩ Trần Đại Nghĩa; các chiến sĩ trung kiên trên mặt trận chính trị - quân sự như các Ông Bùi Thanh Khiết, Lê Quang Thành, Lê Văn Danh, Nguyễn Văn Sĩ, Hồ Hảo Hớn, Nguyễn Văn Tòng, Nguyễn Ngọc Ẩn, Huỳnh Văn Niềm, Cao Văn Sáu, Nguyễn Xuân Đào, Lê Quang Đồng, Phan Văn Nhơn, Trần Tường Châu, Nguyễn Thị Thảo,...
Năm 1954 phong trào đấu tranh chống Pháp trong giới trí thức phát triển mạnh mẽ. Phong trào do ông Nguyễn Văn Kiết đang là giáo sư của trường lúc đó làm chủ tịch.
Sau khi Ngô Đình Diệm bị đảo chính, học sinh của trường Nguyễn Đình Chiểu và Lê Ngọc Hân đã bãi khóa 1 ngày đòi cách chức Hiệu trưởng của cả hai trường. Cuối năm 1963 cơ sở hoạt động bí mật của ta được cắm chốt trong nhà trường. Năm 1969 trường có chi bộ Đảng và chi bộ Đoàn Thanh niên Nhân dân Cách mạng Hồ Chí Minh, lãnh đạo nhiều cuộc đấu tranh chính trị. Năm 1972, 300 học sinh Nguyễn Đình Chiểu Mỹ Tho biểu tình lên án bọn Lon-non tàn sát việt kiều ở Campuchia. Năm 1973, học sinh trường đưa truyền đơn, khẩu hiệu đòi thi hành hiệp định Paris, lên án hành động lấn chiếm vùng giải phóng của ta.
Năm 1975 có một sự kiện nổi tiếng là cuộc oanh kích dinh Độc Lập - hang ổ đầu não của chế độ Việt Nam cộng hòa do phi công Nguyễn Thành Trung - cựu học sinh của trường thực hiện.
15 giờ 30 ngày 30/04/1975 lá cờ của Mặt trận Giải Phóng miền Nam được học sinh kéo cao lên giữa sân trường, cũng là lá cờ cách mạng kéo lên sớm nhất ở Mỹ Tho, sau đó học sinh toả ra cướp chính quyền thành phố.
Ngày 30/04/1979 hơn 100 Thầy và Trò của trường đã tình nguyện gia nhập bộ đội lên đường bảo vệ biên giới được Trung ương Đoàn tặng cờ “Tuổi trẻ anh hùng bảo vệ Tổ Quốc".
Nhiều cựu học sinh đã thành đạt trong nhiều lĩnh vực như Ông Nguyễn Hữu Chí - Nguyên Thứ trưởng Bộ Tài chính, Ông Huỳnh Đức Minh - Nguyên Bí thư thành ủy Mỹ Tho, Ông Võ Văn Bình - Thường vụ Tỉnh ủy, Phó Bí thư Tỉnh ủy Tiền Giang, Phó Giáo sư - Tiến sĩ - Thầy thuốc nhân dân Tạ Văn Trầm, Giáo sư - Tiến sĩ - Thầy thuốc Nhân dân Lê Quan Nghiệm, Giáo sư - Tiến sĩ - Thầy thuốc ưu tú Nguyễn Văn Khôi, Phó Giáo sư - Tiến sĩ Võ Ngọc Hà, Tiến sĩ Nguyễn Phúc Nghiệp, Tiến sĩ Võ Phúc Châu,...

## Hiệu trưởng qua các thời kỳ[6]
| Thời gian       | Hiệu trưởng                                       |
| --------------- | ------------------------------------------------- |
| Năm 1879 – 1881 | Mr. Pham Ngoc Minh                                |
| Năm 1881 – 1885 | Mr. Nguyen Trong Tri                              |
| Năm 1885 – 1887 | Mr. Nguyen Phuoc Thien                            |
| Năm 1887 – 1888 | M. Pierre - Joseph Carlier                        |
| Năm 1888 – 1889 | M. Louis Ferru                                    |
| Năm 1889 – 1896 | Trường giảm số lượng học sinh vì thiếu ngân sách. |
| Năm 1896 – 1904 | không rõ                                          |
| Năm 1905 – 1912 | M. Jean - Rodolphe Potier                         |
| Năm 1912 – 1915 | M. Ourgaud, Edmond François Léon                  |
| Năm 1915 – 1917 | M. Jean - François Sentenac                       |
| Năm 1917 – 1924 | M. Jean - Pierre Auguste Petit                    |
| Năm 1924 – 1925 | M. Jean-Francois Siméon Lafuste                   |
| Năm 1925 – 1928 | M. Eugène Madec                                   |
| Năm 1928 – 1932 | M. Ourgaud, Edmond François Léon                  |
| Năm 1932 – 1934 | M. Jean Carricaburu                               |
| Năm 1934 – 1942 | M. Auguste Jalat                                  |
| Năm 1942 – 1945 | Thầy Nguyễn Thành Giung                           |
| Năm 1945 – 1946 | Thầy Nguyễn Văn Cang                              |
| Năm 1945 – 1946 | Thầy Lê Văn Kim                                   |
| Năm 1945 – 1946 | M. De LaGoutte                                    |
| Năm 1946 – 1948 | M. Henri Truchet                                  |
| Năm 1948 – 1952 | Thầy Hồ Văn Trực                                  |
| Năm 1952 – 1955 | Thầy Dương văn Dỏi                                |
| Năm 1955 – 1961 | Thầy Phạm Văn Lược                                |
| Năm 1961 – 1964 | Thầy Lê Ngọc Toản                                 |
| Năm 1964 – 1966 | Thầy Trần Thanh Thủy                              |
| Năm 1966 – 1970 | Thầy Phan Văn Huấn                                |
| Năm 1970 – 1973 | Thầy Lâm Văn Bé                                   |
| Năm 1973 – 1975 | Thầy Lê Kim Hải                                   |
| Năm 1975 – 1976 | Thầy Võ Văn Quân                                  |
| Năm 1976 – 1977 | Thầy Huỳnh Dĩnh                                   |
| Năm 1977 – 1979 | Cô Ngô Thuần Phong                                |
| Năm 1979 – 1986 | Thầy Ngô Thái Bảo                                 |
| Năm 1986 – 1993 | Thầy Phan Văn Hà                                  |
| Năm 1993 – 2000 | Thầy Võ Văn Lập                                   |
| Năm 2000 – 2011 | Thầy Lê Ngọc Trấn                                 |
| Năm 2011 – 2022 | Thầy Lê Bá Ngọc                                   |
| Năm 2022 - nay  | Thầy Võ Hoài Nhân Trung                           |

## Những học sinh và giáo viên nổi bật[7]
1. Hồ Biểu Chánh (1884-1958), là nhà văn tiên phong của Miền Nam (Việt Nam) đầu thế kỉ XX.[8]
2. Nguyễn An Ninh (1900 - 1943): Là nhà tư tưởng, nhà văn hoá và nhà báo lớn; một chiến sĩ, một lãnh tụ có uy tín lớn và có ảnh hưởng mạnh mẽ của phong trào yêu nước Việt Nam từ 1923 đến 1943.
3. Nguyễn Duy Cần (1907-1998): hiệu là Thu Giang, học giả, nhà văn, nhà biên khảo và trước tác kỳ cựu vào bậc nhất Việt Nam giữa thế kỷ 20.
4. Trần Đại Nghĩa (1913–1997): Thiếu tướng, Giáo sư, Thứ trưởng Bộ Công thương, Thứ trưởng Bộ Công nghiệp nặng, Viện trưởng Viện Khoa học Việt Nam
5. Nguyễn Thành Trung, Đại tá Không quân Nhân dân Việt Nam [2], Anh hùng Lực lượng Vũ trang Nhân dân; Phó Tổng Giám đốc Vietnam Airlines.
6. Hồ Hảo Hớn (1926-1967): Bí thư Thành Đoàn đầu tiên của Sài Gòn – Gia Định.
7. Phạm Mạnh Cương (1933-), cựu giáo viên dạy Triết học và Ngữ Văn, là nhạc sĩ nổi tiếng với những tác phẩm Tình khúc 1954–1975 như Thu ca, Suối lệ xanh,...
8. Phạm Hùng, Chủ tịch Hội đồng bộ trưởng Việt Nam (1987-1988).[2]
9. Huỳnh Tấn Phát (1913 - 1989), Chủ tịch Chính phủ Cách mạng lâm thời Cộng hòa miền Nam Việt Nam (1969-1976).[2]
10. Nguyễn Văn Kiết (1906 - 1987): Phó Chủ tịch Chính phủ Cách mạng Lâm thời Cộng hòa miền Nam Việt Nam kiêm Bộ trưởng Bộ Giáo dục và Thanh niên.
11. Giáo sư Lê Văn Chí (1907 - 1993): Thứ trưởng Bộ Giáo dục Chính phủ Cách mạng Lâm thời miền Nam Việt Nam, ủy viên Tiểu ban Giáo dục Ban Tuyên huấn Trung ương cục miền Nam.
12. Bùi Thanh Khiết (1924 - 1984): Phó Cục trưởng Cục Chính trị Quân giải phóng miền Nam Việt Nam, Ủy viên Ủy ban Quân quản Sài Gòn - Gia Định. Thứ trưởng Bộ Giáo dục và Đào tạo.
13. Giáo sư - Thầy thuốc nhân dân Nguyễn Văn Hưởng, bác sĩ, cố Bộ trưởng Bộ Y tế Việt Nam Dân chủ Cộng hòa (1969 - 1974).[2]
14. Ngô Tấn Nhơn (1914 - 2014): Bộ trưởng Bộ Canh nông Việt Nam Dân chủ Cộng hòa.
15. Phạm Văn Bạch (1910 - 1987): Chánh án TAND tối cao Việt Nam Dân chủ Cộng hòa.
16. Luật sư Trần Công Tường (1915 - 1990): Thứ trưởng Bộ Tư pháp Việt Nam dân chủ cộng hòa. Quyền Chánh án Tòa án nhân dân tối cao Việt Nam.
17. Luật sư Nguyễn Thành Vĩnh (1904 – 1995): Phó chánh án TAND tối cao kiêm Chánh án TAND TP Hà Nội
18. Giáo sư, Nguyễn Văn Chì (1903 - 1989), Chủ tịch Ủy ban nhân dân Cách mạng thành phố Sài Gòn - Gia Định, Chủ tịch Ủy ban Mặt trận Tổ quốc Việt Nam TP. Hồ Chí Minh
19. Giáo sư bác sĩ Nguyễn Tấn Gi Trọng (1913-2006).
20. Nguyễn Duy Cương: Thứ trưởng thường trực Bộ Y tế.
21. Nguyễn Hữu Hạnh (1924 - 2019): Nguyên là Chuẩn tướng quân đội Sài Gòn, Sau ngày thống nhất đất nước Ông là Ủy viên Trung ương MTTQ Việt Nam và Ủy viên MTTQ TPHCM với tư cách là nhân sĩ yêu nước.
22. Nguyễn Thành Châu, nghệ danh Năm Châu, (1906-1978), soạn giả, đạo diễn sân khấu, diễn viên kịch, cải lương.[9] name="lst">[liên kết hỏng]</ref>
23. Phạm Công Thiện, (1941 - 2011), nhà thơ, nhà triết luận, cư sĩ Phật giáo
24. Huỳnh Văn Niềm, nguyên Ủy viên Ban chấp hành trung ương Đảng cộng sản Việt Nam, nguyên Bí thư Tỉnh ủy tỉnh Tiền Giang.
25. Lê Quang Thành: Ủy viên Ban chấp hành Trung ương Đảng CS Việt Nam, Bí thư Đặc khu ủy Vũng Tàu - Côn Đảo, Bí thư TU Đoàn TNCSHCM.
26. Nguyễn Hữu Chí, nguyên Chủ tịch Ủy ban nhân dân Tỉnh Tiền Giang, Thứ trưởng Bộ Tài chính.
27. Nghệ sĩ Tám Vân (Lê Văn Tám) (1924-2009).[10]
28. Nghệ sĩ Trần Văn Trạch, danh hài (1924-1994).[11]
29. Đồng Sĩ Khiêm, tiến sĩ vật lý.[11]
30. Bùi Đức Tịnh (1923-2008), nhà nghiên cứu.[12]
31. Tô Văn Lai, giám đốc Trung tâm Thúy Nga, cựu giáo viên dạy môn Triết.[13]
32. Lê Ngọc Thảo, chuyên gia thiết kế Sony, thủ khoa niên khóa 1965.[14]
33. Tiến sĩ Nguyễn Thanh Xuân - Trưởng phòng thí nghiệm côn trùng học tại Pháp.
34. Tiến sĩ Võ Thành Dũng - Giáo sư Vật lý địa cầu tại Pháp.
35. Giáo sư Trương Công Trung: Giáo sư, Anh hùng lao động - Hiệu trưởng Đại học Y Dược TP.HCM.
36. Giáo sư Thầy thuốc nhân dân Nguyễn Thiện Thành (1919 – 2013).
37. Giáo sư, Tiến sĩ, Thầy thuốc nhân dân Nguyễn Chấn Hùng.
38. Giáo sư, Tiến sĩ, Thầy thuốc Nhân dân Lê Quan Nghiệm Phó Hiệu trưởng trường Đại học Y Dược TP.HCM.
39. Giáo sư, Tiến sĩ, Thầy thuốc Nhân dân Nguyễn Văn Khôi.
40. Giáo sư, Tiến sĩ, Thầy thuốc nhân dân Tạ Văn Trầm Giám đốc Bệnh viện Đa khoa Trung tâm Tiền Giang .
41. Phó Giáo sư, Tiến sĩ Võ Ngọc Hà: Hiệu trưởng trường Đại học Tiền Giang.
42. Trần Hữu Thế, cựu Tổng trưởng Giáo dục thời Đệ Nhất Cộng hòa Việt Nam.[8]
43. Nguyễn Thành Giung, Hiệu trưởng trường niên khóa 1942, Tổng trưởng Giáo dục Việt Nam Cộng Hòa từ năm 1952.
44. Nguyễn Văn Trường, giáo sư, nguyên Tổng trưởng Bộ Giáo dục Việt Nam Cộng hòa.[8]
45. Ngô Quang Trưởng, (1929-2007), cựu trung tướng, cựu tư lệnh Quân đoàn 1 và Vùng 1 chiến thuật Việt Nam Cộng Hòa.[2]
46. Trần Văn Hương (1902 - 1982), Thủ tướng Việt Nam Cộng hòa, Phó Tổng thống Việt Nam Cộng hòa, Tổng thống Việt Nam Cộng hòa.[11]
47. Dương Văn Minh (1916 - 2001): Đại tướng Quân lực Việt Nam Cộng Hòa, Tổng thống Việt Nam Cộng hòa.
48. Đồng Văn Khuyên (1927-2015): Trung tướng, Tham mưu trưởng Bộ Tổng Tham mưu kiêm Tổng cục trưởng Tổng cục Tiếp vận, Quân lực Việt Nam Cộng Hòa.
49. Phạm Hà Thanh (1926-): Y sĩ Chuẩn tướng, Cục trưởng Cục Quân Y, Quân lực Việt Nam Cộng Hòa.
50. Lê Văn Triết (1930- 2024)[15]: cựu Bộ trưởng Bộ Thương mại và Du lịch giai đoạn 8/1991 - 10/1992. Cựu Bộ trưởng Bộ Thương mại giai đoạn 10/1992 - 1997.[16]

## Khen thưởng
- Trường tiên tiến cấp Tỉnh nhiều năm liền.
- Nhiều bằng khen của Bộ Giáo dục và Đào tạo.
- Bằng khen của Thủ tướng chính phủ.
- Cờ luân lưu của Hội đồng Bộ trưởng.
- Huân chương Lao động Hạng III, Hạng II, Hạng I.
- Anh hùng lao động trong thời kỳ đổi mới (năm 2000)
- Danh hiệu trường tiên tiến xuất sắc (2008 - 2009, 2014 - 2015), Cờ thi đua hạng ba cấp tỉnh (2011 - 2012), Cờ thi đua hạng nhì cấp tỉnh (2012 - 2013, 2013 - 2014, 2015 - 2016).